# Tuvgnomspindel
Tuvgnomspindel (Tapinocyba biscissa) är en spindelart som först beskrevs av O. Pickard-Cambridge 1872.  Tuvgnomspindel ingår i släktet Tapinocyba och familjen täckvävarspindlar. Enligt den finländska rödlistan är arten nära hotad i Finland. Arten är reproducerande i Sverige. Artens livsmiljö är friska gräsmarker. Inga underarter finns listade i Catalogue of Life.